# Macrocoma haiensis
Macrocoma haiensis é uma espécie de escaravelho de folha de Marrocos, descrito por Kocher em 1967.